# CSM Oradea (basquete)
O Clube Esportivo Municipal Oradea (romeno:Clubului Sportiv Municipal Oradea) é o departamento de basquetebol do clube multi-esportivo situado na cidade de Oradea, Distrito de Bihor, Roménia que disputa atualmente a Liga Romena e a Liga dos Campeões. Manda seus jogos na Arena Oradea com capacidade para 7.000 espectadores.

## Histórico de temporadas
| Temporada | Competição Doméstica | Competição Doméstica | Competição Doméstica | Competição Doméstica | Competição Doméstica | Competição Doméstica | Copa Romena       | Copa Romena   | Competições Europeias | Competições Europeias |
| Temporada | Nível                | Liga                 | Pos.                 | TR.                  | PL.                  | Pós Temporada        | Copa              | Supercopa     | Liga                  | Resultado             |
| --------- | -------------------- | -------------------- | -------------------- | -------------------- | -------------------- | -------------------- | ----------------- | ------------- | --------------------- | --------------------- |
| 2011–12   | 1                    | Liga Națională       | 5                    | 20-8                 | 0-3                  | Quartas de finais    | Medalha de bronze |               |                       |                       |
| 2012–13   | 1                    | Liga Națională       | 2                    | 23-7                 | 4-4                  | Semifinais           | Quartas de finais |               |                       |                       |
| 2013–14   | 1                    | Liga Națională       | 2                    | 19-7                 | 8-2                  | Finalista            | Finalista         |               | 3 EuroChallenge       | TR 3-3                |
| 2014-15   | 1                    | Liga Națională       | 7                    | 13-11                | 0-3                  | Quartas de finais    | Oitavas de finais |               | 3 EuroChallenge       | TR 0-6                |
| 2015-16   | 1                    | Liga Națională       | 2                    | 23-9                 | 9-4                  | Campeão              | Finalista         |               |                       |                       |
| 2016-17   | 1                    | Liga Națională       | 4                    | 15-13                | 5-3                  | Semifinalista        | Semifinalista     |               | 3 Liga dos Campeões   | TR 6-8                |
| 2016-17   | 1                    | Liga Națională       | 4                    | 15-13                | 5-3                  | Semifinalista        | Semifinalista     | 4 Copa Europa | QF 0-2                |                       |
| 2017-18   | 1                    | Liga Națională       | 3                    | 23-10                | 9-3                  | Campeão              | Finalista         |               |                       |                       |
| 2018-19   | 1                    | Liga Națională       | 3                    | 15-9                 | 9-2                  | Campeão              | Finalista         |               | 4 Copa Europa         | TR 1-5                |
| 2019-20   | 1                    | Liga Națională       | 2                    | 15-3                 |                      |                      | Finalista         |               | 4 Copa Europa         | QF                    |
| 2020-21   | 1                    | Liga Națională       | 2                    | 21-5                 | 7-3                  | Finalista            | Finalista         |               | 4 Copa Europa         | Medalha de bronze     |
| 2021-22   | 1                    | Liga Națională       | 2                    | 23-7                 | 3-3                  | Medalha de bronze    | Oitavas de finais |               | 4 Copa Europa         | Quartas de finais     |
| 2022-23   | 1                    | Liga Națională       | 1                    | 16-2                 | 8-3                  | Finalista            | Finalista         |               | 4 Copa Europa         | Temporada regular     |
| 2023-24   | 1                    | Liga Națională       | 2                    | 14-4                 | 7-6                  | Finalista            | Semifinalista     |               | 4 Copa Europa         | Temporada regular     |
| 2024-25   | 1                    | Liga Națională       | 1                    | 27-3                 | 8-5                  | Finalista            | Finalista         |               | 4 Copa Europa         | Segunda fase          |

## Prêmios
- Liga Națională
  - Campeões (3): 2015–16, 2016-17, 2017-18

## Jogadores Notáveis
- Uroš Lučić
- Sean Barnette
- Miha Zupan
- Rares Apostol
- Daniel Dillon
- Vladimir Colesnicov